# Terry's Chocolate Orange

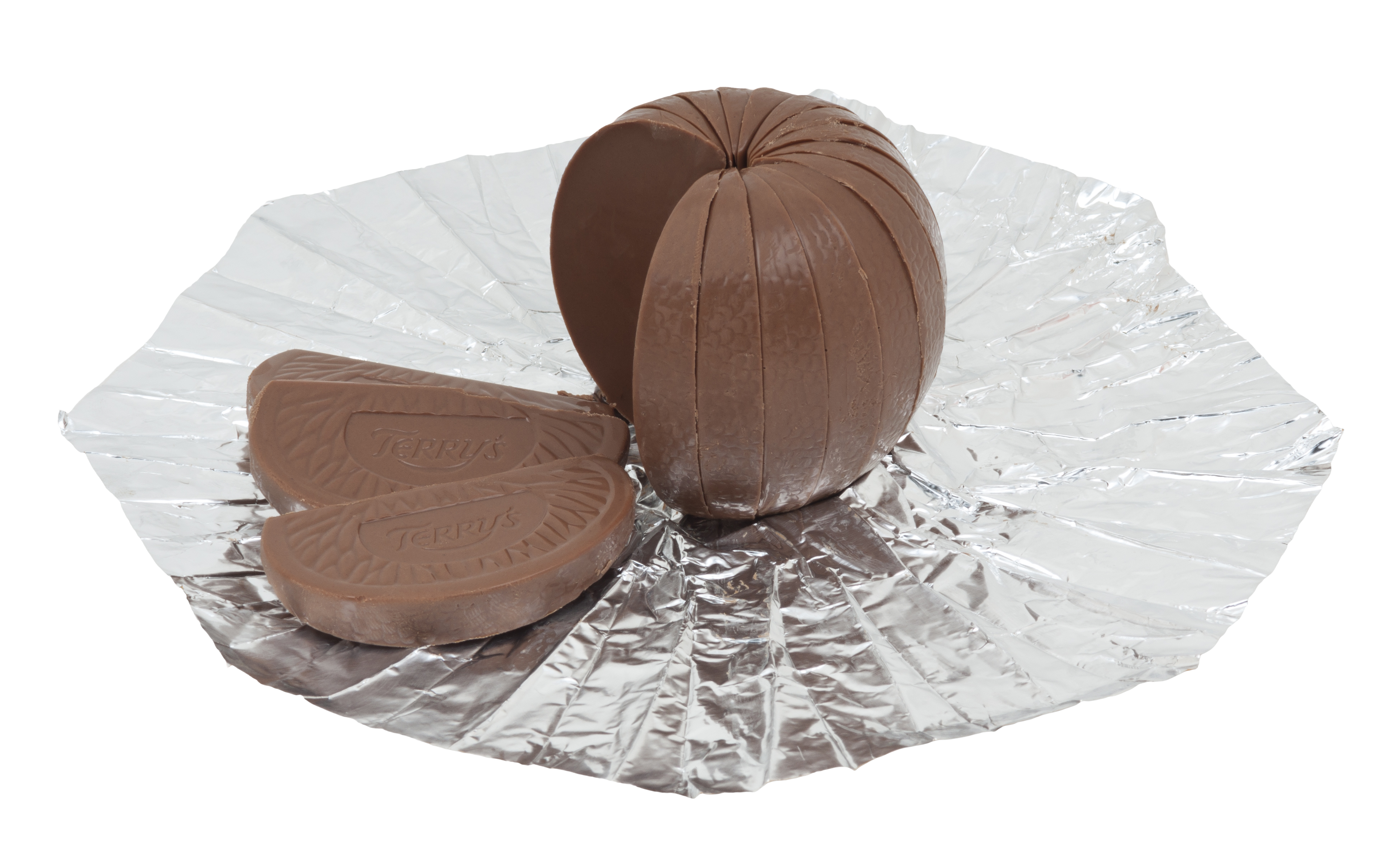
Le produit ouvert, dans son emballage.

Terry's Chocolate Orange est une friandise au chocolat créée en 1932 par l'entreprise Terry's.

## Histoire
Dès 1926, Terry's produit une friandise au chocolat en forme de pomme, qui sera suivie par une déclinaison à l'orange en 1931. Si la version à la pomme est abandonnée en 1954, les Terry's chocolate oranges sont encore produits, malgré la disparition de la société Terry's rachetée en 1993 par Kraft foods. En 2005, la fabrication des friandises dans son usine d'origine à York, The chocolate house, est abandonnée et la production est transférée en Pologne. En 2010, la production était de 4 800 tonnes par an, dont la totalité est exportée, le produit n'étant pas commercialisé en Pologne.
Carambar & Co a racheté la marque en 2017 et a investi plus de 10 millions d'euros dans une chaîne de production à Strasbourg. C'est dans l'usine dite « Suchard » de la ville que sont désormais fabriqués les Terry's Chocolate Orange.